# Archidiecezja Lilongwe
Diecezja Lilongwe (łac. Archidioecesis Lilongvensis, ang. Archdiocese of Lilongwe) – rzymskokatolicka archidiecezja ze stolicą w Lilongwe, w Malawi. Najstarsza diecezja w tym kraju.
Na terenie diecezji pracuje 61 zakonników i 263 siostry zakonne.

## Historia
W dniu 31 lipca 1889 została erygowana prefektura apostolska Niasa. Była to jedna z pierwszych jednostek struktury administracyjnej Kościoła katolickiego w tej części Afryki. Tereny włączone do prefektury apostolskiej Niasa wchodziły wcześniej w skład wikariatu apostolskiego Tanganiki (obecnie diecezja Sumbawanga (Tanzania)), którego stolica znajdowała się przy północnej części jeziora Tanganika.
12 lutego 1897 prefektura apostolska została wyniesiona do godności wikariatu apostolskiego.
W pierwszej połowie XX wieku zaczęły powstawać kolejne struktury kościelne na terenach podległych dotychczas wikariuszom apostolskim Niasy, były to:
- 3 grudnia 1903 – prefektura apostolska Shire (obecnie archidiecezja Blantyre) – druga kościelna jednostka administracyjna w Niasie (dzisiejszym Malawi)
- 28 stycznia 1913 – wikariat apostolski Bangueolo (obecnie archidiecezja Kasama) – Rodezja Północna (dzisiejsza Zambia)
- 1 lipca 1937 – prefektura apostolska Fort Jameson (obecnie diecezja Chipata) – Rodezja Północna (dzisiejsza Zambia)
- 8 maja 1947 – prefektura apostolska Północnej Niasy (obecnie diecezja Mzuzu) – Niasa

12 lipca 1951 zmieniona nazwę na wikariat apostolski Likuni.
29 kwietnia 1956 w południowej części wikariatu apostolskiego Likuni powstał wikariat apostolski Dedza (obecnie diecezja Dedza).
20 czerwca 1958 zmieniono nazwę na wikariat apostolski Lilongwe.
25 kwietnia 1959 papież Jan XXIII powołał pierwsze diecezje w Niasie, w tym diecezję Lilongwe, podniesioną do godności biskupstwa z wikariatu apostolskiego. Od tego dnia diecezja Lilongwe, tak jak pozostałe malawijskie diecezje, wchodziła w skład metropolii Blantyre.
9 lutego 2011 Lilongwe zostało drugą stolicą arcybiskupią w Malawi. W skład metropolii Lilongwe, oprócz nowej archidiecezji, weszły biskupstwa: Dedza, Karonga i Mzuzu.

## Biskupi
Dwóch pierwszych wikariuszy apostolskich Niasy było Francuzami, a Joseph Ansgarius Julien MAfr – Kanadyjczykiem. Pierwszy biskup Lilongwe, Joseph Fady, był Francuzem. Kolejnych czterech pochodziło z Malawi, a Rémi Joseph Gustave Sainte-Marie, pierwszy metropolita był kanadyjskim misjonarzem.

### Prefekci apostolscy Niasy
brak danych

### Wikariusze apostolscy Niasy
- Joseph-Marie-Stanislas Dupont MAfr (12 lutego 1897 – 28 lutego 1911 zrezygnował)
- Mathurin Guillemé MAfr (24 lutego 1911 – 27 czerwca 1934 przeszedł w stan spoczynku)
- Joseph Ansgarius Julien MAfr (10 grudnia 1934 mianowany – 7 grudnia 1950 zrezygnował)

### Wikariusz apostolski Likuni oraz Lilongwe
- Joseph Fady MAfr (10 lipca 1951 – 25 kwietnia 1959)

### Biskupi Lilongwe
- Joseph Fady MAfr (25 kwietnia 1959 – 6 maja 1972 zrezygnował[1])
- Patrick Augustine Kalilombe MAfr (6 maja 1972 – 20 grudnia 1979 zrezygnował)
- Matthias A. Chimole (20 grudnia 1979 – 11 listopada 1994 przeszedł w stan spoczynku)
- Tarcisius Ziyaye (11 listopada 1994 – 23 stycznia 2001 mianowany arcybiskupem Blantyre)
- Felix Eugenio Mkhori (23 stycznia 2001 – 4 lipca 2007 przeszedł w stan spoczynku)
- Rémi Sainte-Marie MAfr (4 lipca 2007 – 9 lutego 2011) mianowany arcybiskupem

### Arcybiskup Lilongwe
- Rémi Sainte-Marie MAfr (9 lutego 2011 – 3 lipca 2013)
- Tarcisius Ziyaye (od 3 lipca 2013 – 14 grudnia 2020)
- George Tambala OCD (od 2021)